# Messerschmitt Me 310
Le Messerschmitt Me 310 était un prototype de chasseur lourd allemand de la Seconde Guerre mondiale. Le projet a été lancé pour sauver le Me 210 défaillant.

## Conception et développement
L'armement était le même que celui du Me 210 A-1 : deux canons Mauser MG 151 de 20 mm, deux mitrailleuses Maschinengewehr 17 de 7,92 mm et deux mitrailleuses Rheinmetall-Borsig MG 131 de 13 mm commandées à distance et tirant vers l'arrière. Un seul avion fut construit à partir d'un Me 210. Il avait un cockpit pressurisé et était propulsé par deux Daimler-Benz DB 603A de 1 380 kW (1 850 ch).
Le premier vol eut lieu le 11 septembre 1943. Le projet fut abandonné plus tard dans la même année car l'avion n'apportait que très peu d'améliorations par rapport au Me 210. Malgré les avancées du Me 310, ce fut le Me 410, qui apportait lui aussi de nombreux progrès sur le Me 210, qui fut choisi pour la production en série.